# فرد براون (بازیکن فوتبال، زاده ۱۸۹۵)
فرد براون (انگلیسی: Fred Brown؛ ۲۸ ژوئن ۱۸۹۵ – ۶ نوامبر ۱۹۶۰) بازیکن فوتبال اهل بریتانیا بود.
از باشگاه‌هایی که در آن بازی کرده‌است می‌توان به باشگاه فوتبال برایتون اند هوو آلبیون، باشگاه فوتبال گینزبورو ترینیتی، باشگاه فوتبال گیلینگام، و باشگاه فوتبال شفیلد یونایتد اشاره کرد.